# Dog Soldiers (film)
Dog Soldiers (titlu original: Dog Soldiers) este un film britanic de groază din 2002 regizat de Neil Marshall (debut regizoral). Rolurile principale au fost interpretate de actorii Sean Pertwee, Kevin McKidd, Emma Cleasby și Liam Cunningham.
Filmul a avut recenzii pozitive și a lansat cariera regizorului Neil Marshall. A fost planificată o continuare, dar nu s-a concretizat nimic.
Filmul conține omagii aduse lui H. G. Wells precum și filmelor Cartea morților, Zulu, Aliens - Misiune de pedeapsă, Matrix și Star Trek II: Furia lui Khan.

## Prezentare
Un cuplu pleacă în camping în Highlands (Scoția). Femeia îi face cadou bărbatului un deschizător de scrisori de argint; la scurt timp după aceea, sunt uciși în cortul lor de către atacatori nevăzuți. Între timp, un soldat pe nume Cooper aleargă printr-o pădure din nordul Țării Galilor. El își atacă urmăritorii, dar este copleșit și trântit la pământ. Se dezvăluie că soldatul încearcă să se alăture unei unități de forțe speciale, dar eșuează când refuză să împuște un câine cu sânge rece. El este trimis înapoi la unitatea sa de căpitanul Richard Ryan.
Patru săptămâni mai târziu, o echipă de șase soldați britanici, inclusiv Cooper, sunt trimiși într-o zonă îndepărtată din Highlands pentru a efectua un exercițiu de antrenament împotriva unei unități Special Air Service. În dimineața următoare, ei găsesc rămășițele unității SAS. Un căpitan Ryan, rănit grav, singurul supraviețuitor, face referiri criptice la ceea ce i-a atacat. Trupele se retrag când atacatorii nevăzuți încep să-i urmărească.
În timp ce se retrage, Bruce este spintecat de o ramură de copac, care îl ucide, iar sergentul Wells este atacat. El este salvat de Cooper și dus pe un drum rural unde grupul o întâlnește pe Megan, un zoolog care îi conduce într-o casă singuratică aparținând unei familii necunoscute. Soldații care au rămas sunt Wells, Cooper, Spoon, Joe și Terry.
Pe măsură ce se lasă întunericul, casa este înconjurată de atacatori, care se dezvăluie a fi vârcolaci. Supraviețuitorii încearcă să intre în Land Rover, dar constată că a fost distrus de vârcolaci. Soldații mențin o apărare disperată împotriva creaturilor, crezând că, dacă pot supraviețui până la răsăritul soarelui, vârcolacii vor reveni la forma umană.

## Distribuție
- Sean Pertwee - Sergentul Harry G. Wells
- Kevin McKidd - Soldatul Lawrence Cooper
- Emma Cleasby - Megan
- Liam Cunningham - Căpitanul Richard Ryan
- Darren Morfitt - Soldatul Phil "Spoon" Witherspoon
- Chris Robson - Soldatul Joe Kirkley
- Leslie Simpson - Soldatul Terry Milburn
- Thomas Lockyer - caporal Bruce Campbell
- Craig Conway - bărbatul din cort
- Tina Landini - femeia din cort